# Братуначка лака пјешадијска бригада
Братуначка лака пјешадијска бригада је била пјешадијска јединица Војске Републике Српске, у саставу Дринског корпуса.

## Састав и борбена обележја
Бригада је имала пет пешадијских батаљона (420-500 бораца), логистичку чету, интервенту чету, минобацачку чету (120 мм), тенковски вод (три тенка), механизовани вод (5 оклопних транспортера), мешовити артиљеријски дивизион и команду бригаде (извиђачки вод, вод везе и вод војне полиције). До новембра 1992, на простору општине Братунац борио се 5. батаљон Бирчанске бригаде, један одред Територијалне одбране Братунац, као и пар мањих добровољачких јединица. Крајем априла 1993. 5 пешадијских батаљона су преустројени у 3 батаљона.
Бригада је бранила фронт дужине 50 км, с укупном површином 270 км².

## Ратни пут

### 1992.
Братуначка бригада је формирана 14. новембра 1992. године по наредби Дринског корпуса. Бригада је добила тежак задатак да са мало или нимало ратне технике заустави продоре 28. дивизије АРБиХ (из Сребренице), који су у претходном периоду потпуно пореметили живот општине Братунац; тако је, на пример, током 1992. године више од 60 српских села уништено или спаљено, док је живот изгубило око 400 цивила. До званичног оснивања бригаде у новембру месецу, погинуло је 265 бораца општине Братунац, а 301 је рањено. Првих месеци рата, братуначки борци водили су најтеже борбе за рудник Сасе, село Кравица и предграђа насеља Братунац. Очекивало се стога да ће оснивање бригаде учврстити одбрану, али је бригада изгубила део територије око рудника Сасе средином децембра прве ратне године.

### 1993.
Почетком 1993. бригада се умало распала, будући да су снаге Насера Орића из Сребренице заузеле већи део општине, као и суседно насеље Скелане. Село Кравица је спаљено на православни Божић 7. јануара, а мештани побијени. Бригаду су појачале током фебруара један батаљон 6. санске бригаде и Гарда Пантери из Бијељине – тиме је и започета операција Церска. До средине фебруара ослобођен је рудник Сасе, а средином марта су извиђачка јединица и 1. батаљон бригаде заузела тактички важну коту Чауш. До краја месеца је ослобођен окупиран део Братунца. АРБиХ је, међутим, преотео коту Чауш 24. марта. Борбе су пренете на сребреничку општину, тако да је до 17. априла сребреничка енклава била пред капитулацијом. У пролећним борбама страдало је 29 бораца, док је 96 рањено. Такође, у борбама је погинуло и 27 добровољаца из Србије. По успешном завршетку операције Церска, бригада је смањила дужину фронта на 32 км, док је слободна територија износила 400 км².

### 1994.
У јануару 1994. послат је вод ”Црвених беретки” да помогне одбрану коте Бандијерка на простору Бирчанске бригаде. Крајем марта основан је интервентни батаљон бригаде. Бригада је послала један извиђачки вод и батерију ЛРБ 128 мм у освајање Горажда. У борбама на оловско-кладањском правцу учествовали су 2 извиђачка вода, батерија ЛРБ 128 мм и једна мешовита пешадијска чета. Борци бригаде (2 извиђачка вода) борили су се у великом противудару Војске Републике Српске у Бихаћком џепу у операцији Штит.

### 1995.
Почетком маја 1995. интервентни батаљон бригаде (160 бораца) придодат је 4. српској мешовитој бригади у операцији Спреча 95. Један део батаљона, на челу с борцем звани ”Мунгос”, самовољно је напустио бригаду и пребацио се у Бели Манастир, тада под контролом Републике Српске Крајине.
Бригада је учестовала у заузимању Сребренице у операцији Криваја. Многи припадници бригаде учествовали су у погубљењу сребреничких муслимана, као и у низу других ратних злочина. Тадашњи командант бригаде, Видоје Благојевић, осуђен је правоснажно на 15 година затвора због злочина у Сребреници. Недуго након пада Сребренице, заузета је и Жепа у операцији Ступчаница.
Будући да је падом енклава Сребренице и Жепе престао да постоји фронт према непријатељу, бригада је до краја рата коришћена као маневарска јединица. Крајем јула послата је група од око 300 бораца у саставу 1. дринске мешовите бригаде, која се борила на граховско-гламочком правцу. Почетком августа послата је и друга група од око 300 бораца у саставу 2. дринске мешовите бригаде у операцији Вагањ. Остатак бригаде (око 700 бораца) стално је распоређен на Трнову и у зони одговорности Власеничке и 2. романијске бригаде.

## Губици
Током рата је погинуло 411 бораца, а 750 је рањено.